# Synagoge (Wiener Neustadt)

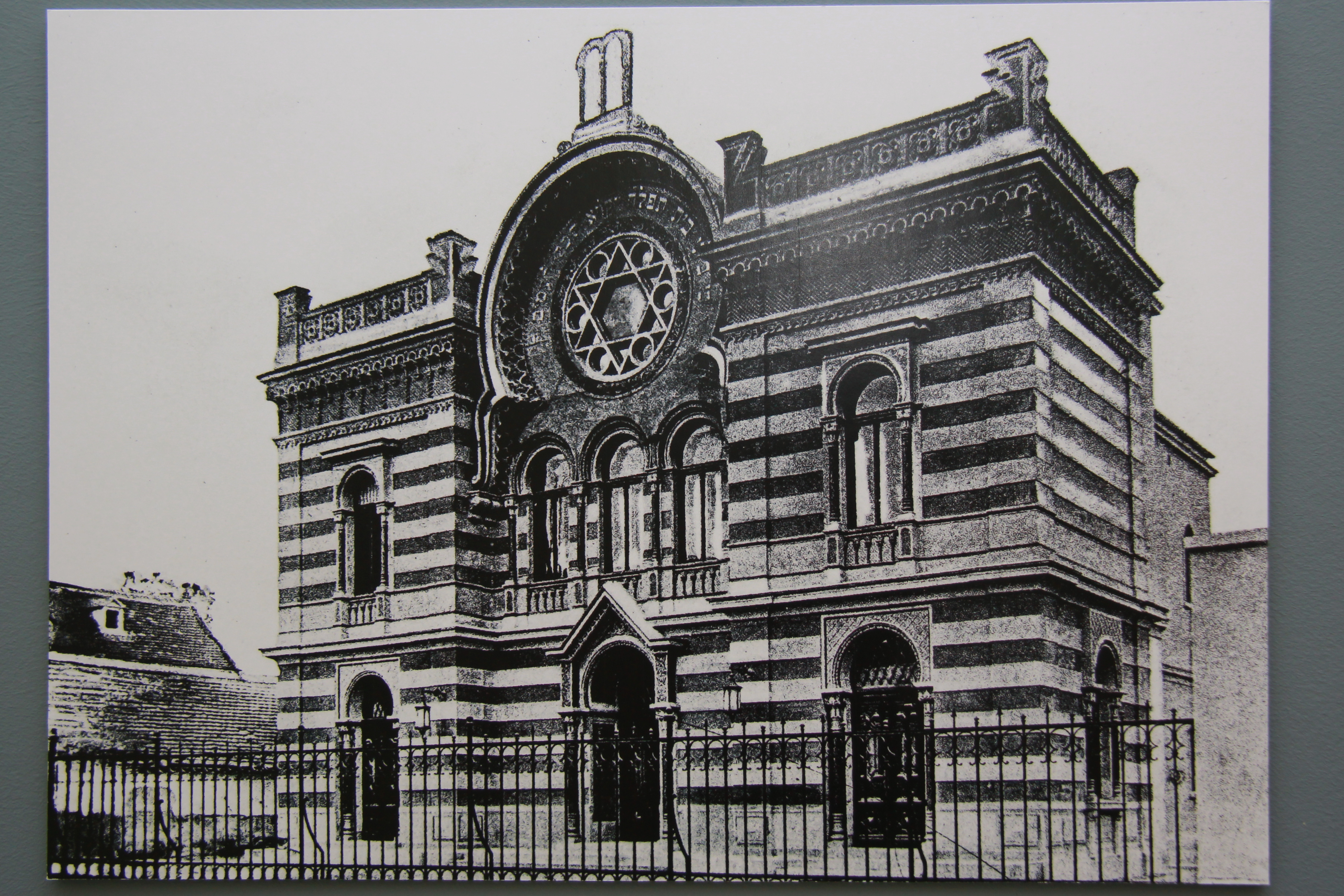
Synagoge circa 1905

Die Synagoge in Wiener Neustadt in Niederösterreich wurde 1902 errichtet. Im Zuge der Novemberpogrome 1938 wurde sie verwüstet und 1953 abgerissen.

## Geschichte
1870 kaufte die jüdische Kultusgemeinde Wiener Neustadt eine Wagenremise einer ehemaligen Schmiedwerkstätte am Baumkirchnerring und weihte nach Umbauten ihre erste Synagoge ein. Nach dem Erwerb eines Nebengrundstücks begann man mit der Erweiterung der Komplexes und baute schließlich eine neue Synagoge, welche 1902 fertiggestellt wurde. Diese wurde nach den Plänen des Wiener Architekten Baurat Wilhelm Stiassny im maurischen Stil errichtet. Dieser Stil, welcher wahrscheinlich an die spanisch-maurische Blütezeit des Judentums erinnern sollte, war bislang in Wiener Neustadt ein völlig neuartiges Baukonzept.
Im Zuge der Novemberpogrome 1938 wurde die Synagoge beschädigt und entweiht, jedoch anschließend nicht angezündet und somit auch nicht zerstört, da der damalige Bürgermeister Edmund Scheidtenberger die Synagoge anderweitig nutzen wollte. Am 28. November 1940 wurde der Tempel am Baumkirchnerring, einschließlich aller anderen Besitze der jüdischen Kultusgemeinde Wiener Neustadt, um 19.000 Reichsmark an die Stadt Wiener Neustadt verkauft. Teile des Inventars der Synagoge wurden 1940 an das städtische Museum übergeben, die Stadtgemeinde erhielt diese 1939 von der Kreisleitung der NSDAP. Dieses Inventar umfasste vor allem Gegenstände aus Silber wie etwa Kerzenständer, aber auch persönliche Gegenstände Gläubiger wie etwa Armreifen oder Armbanduhren. 1945 wurde das Museum geplündert und nur Bruchteile des Inventars konnten sichergestellt werden.

### Begründung für den Abriss
Die Wiener Neustädter Synagoge wurde im Laufe des Zweiten Weltkrieges nicht durch Bombentreffen schwer beschädigt, wie lange fälschlich behauptet wurde. Nach kurzzeitiger Überlegung den ehemaligen Tempel als Volksbildungsheim zu nutzen, vermietete die Stadt das Gebäude weiterhin an einen Holzhändler, der das Gebäude als Magazin nutzte. 1952 wurde die ehemalige Synagoge abgetragen.
Obwohl über Jahrzehnte behauptet wurde, die Synagoge wäre wegen schwerer Bombenschäden abgerissen worden, ist dies unrichtig. 2010 und ausführlich 2013 wurden vom Historiker Werner Sulzgruber eindeutige Beweise vorgelegt, die zeigen, dass das Gebäude nach dem Zweiten Weltkrieg fast nur jene Schäden aufwies, die 1938 anlässlich des Novemberpogroms angerichtet worden waren. Schriftliche Befunde hatten 1947 den Erhaltungszustand als verhältnismäßig gut beschrieben.
Heute befindet sich auf diesem Platz nicht mehr das in den 1950er Jahren erbaute Anton-Proksch-Haus, sondern ein Geschäfts- und Bürogebäude.

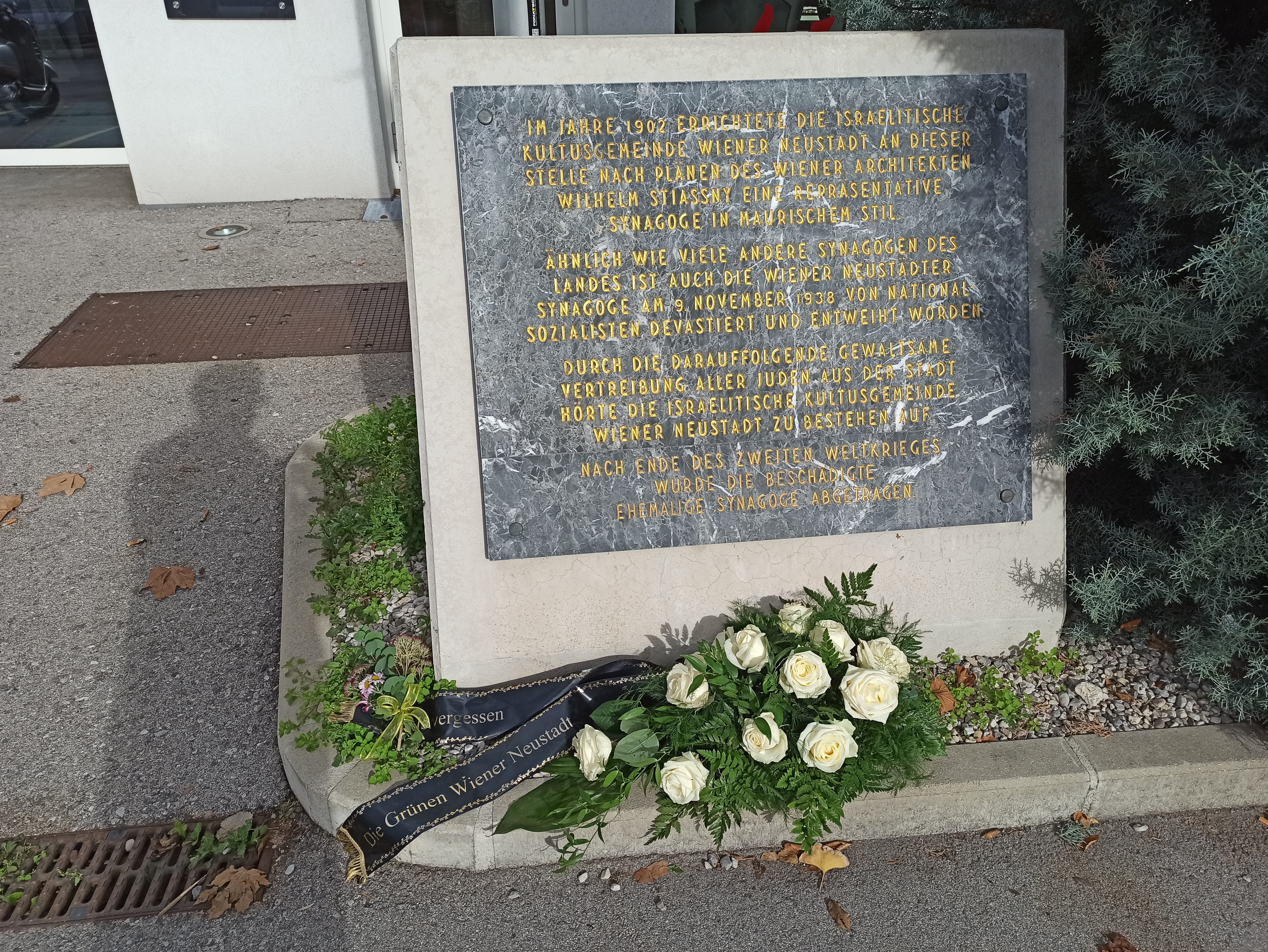
Baumkirchnerring 4 in Wiener Neustadt, Gedenktafel zur ehemaligen Synagoge (2022)

Am Baumkirchnerring wurde 1989 eine Gedenktafel zunächst mit dem Text Nach Ende des Zweiten Weltkrieges wurde die bombenbeschädigte ehemalige Synagoge abgetragen angebracht. Der unterste Teil der Gedenktafel wurde später abgeschnitten, umgedreht und mit neuem Text (beschädigte ehemalige Synagoge, siehe Bild) ohne Bezug auf Bomben angebracht.

### Veränderungen im Ritus

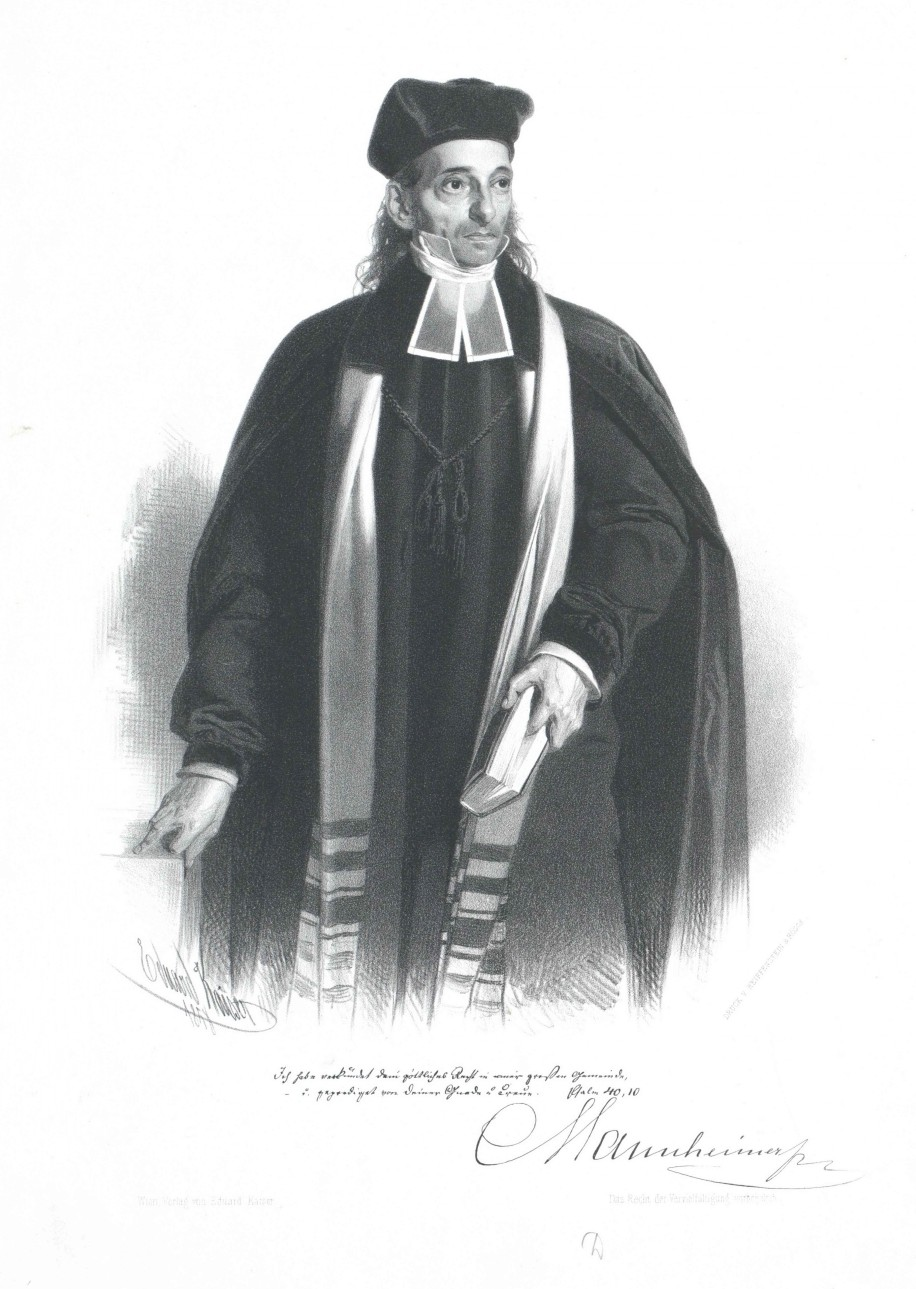
Rabbiner Mannheimer

Mit dem Wechsel zum neuen Bethaus wurde gleichzeitig auch mit einer Umstellung des Ritus begonnen. Der in Wien schon praktizierte Ritus von Isak Noah Mannheimer entsprach nicht dem Interesse des damaligen Rabbiners Weiß, der gegen dessen Einführung protestierte. Beim Mannheimer Ritus wurde der Gottesdienst nicht mehr ausschließlich in hebräischer Sprache gehalten und man kürzte Teile der Pijjutim oder ließ sie ganz weg. Gleichzeitig zur Ritusveränderung führte man einen gemischten Chor ein.
Nach dem Tod des Wiener Neustädter Rabbiners Heinrich Weiß 1917 wurde wieder der traditionelle Ritus eingeführt, da in den 20er Jahren durch die Eingliederung des Burgenlandes viele burgenländische Juden dem orthodoxen Ritus folgten. Die jüdischen Gemeinden im Burgenland schlossen sich zum Verband der autonomen orthodoxen israelitischen Gemeinden des Burgenlandes zusammen und da viele Juden in Wiener Neustadt vielfach aus burgenländischen Gemeinden stammten, folgte man diesem Ritus.
Nach dem Ersten Weltkrieg wurden einige bauliche Veränderungen an der Synagoge vorgenommen, so wurde ein Gitter an der Frauengalerie angebracht und die Kanzel, der Bima, in die Mitte versetzt.